# Jose Reginaldo Vital
Jose Reginaldo Vital (Paraná, 29 februari 1976) is een voormalig Braziliaans voetballer.

## Carrière
Jose Reginaldo Vital speelde tussen 1996 en 2005 voor Paraná, Gamba Osaka, Atlético Paranaense, Ponte Preta, Consadole Sapporo en Coritiba.